# Comuna Vîceavkî, Demîdivka
Vîceavkî (în ucraineană Вичавки) este o comună în raionul Demîdivka, regiunea Rivne, Ucraina, formată din satele Hrinnîkî, Lîsîn, Lopavșe și Vîceavkî (reședința).

## Demografie
Componența lingvistică a comunei Vîceavkî
     Ucraineană (98,73%)
     Alte limbi (1,22%)
Conform recensământului din 2001, majoritatea populației comunei Vîceavkî era vorbitoare de ucraineană (98,73%), existând în minoritate și vorbitori de alte limbi.